# Castello di Borthwick
Il castello di Borthwick (in inglese: Borthwick Castle) è castello fortificato del villaggio scozzese di Borthwick, nel Midlothian, costruito nel 1430 per volere di Sir William Borthwick. Annoverato tra le fortezze scozzesi del XV secolo meglio conservate, è ora adibito ad hotel.

## Storia

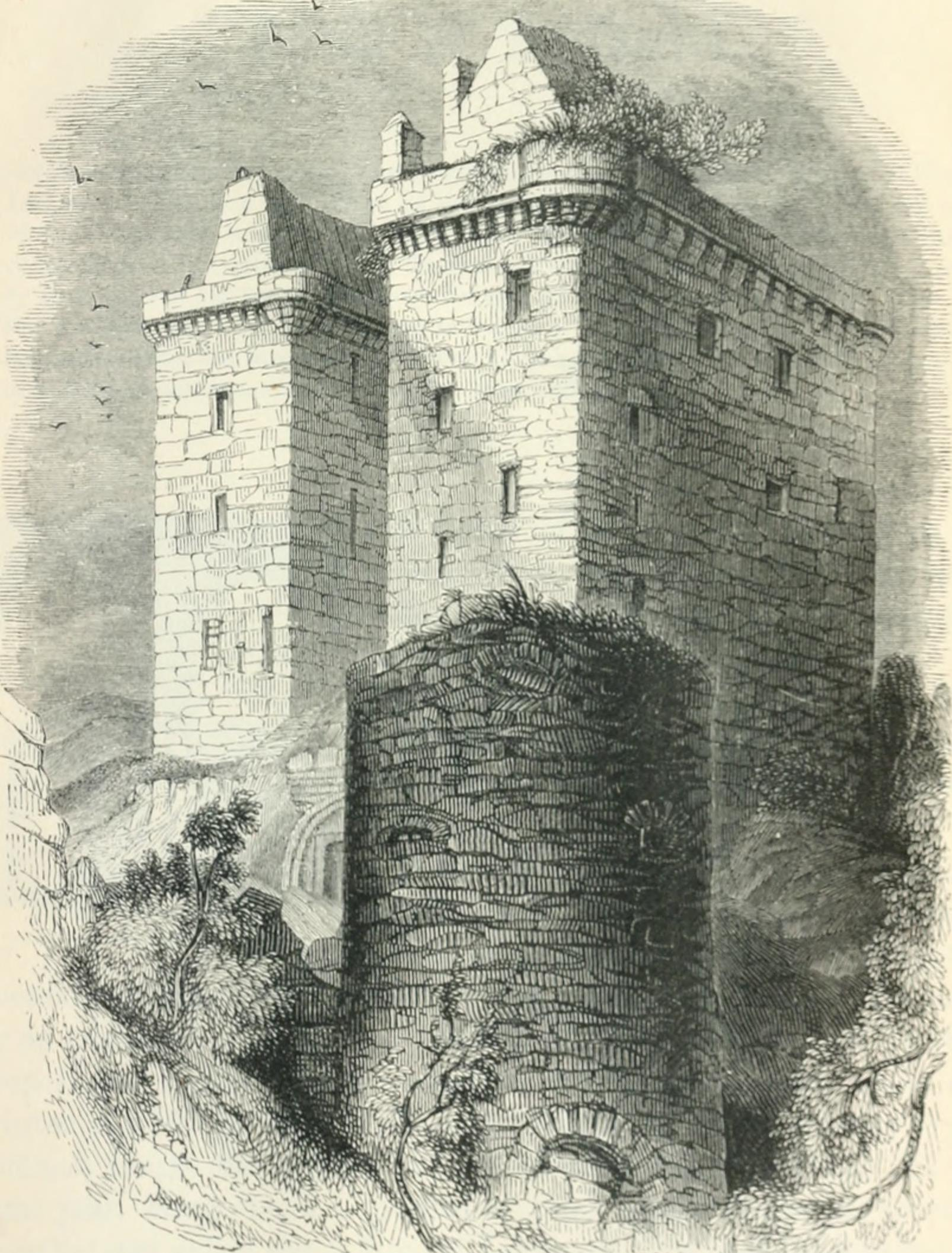
Il castello di Borthwick in un'illustrazione della metà del XIX secolo

La costruzione del castello di Borthwick risale al 1430 e fu voluta dal nobile William Borthwick, al quale era stato concessa da Giacomo I di Scozia una licenza speciale per realizzare una fortezza circondata da fossato dopo aver acquistato la proprietà terriera da Sir William Hay di Yester. La fortezza originaria, che sostituì una torre preesistente, era in pietra squadrata e misurava 74 piedi in lunghezza e 68 piedi in larghezza e in altezza.
Si racconta che i prigionieri venissero fatti saltare con le mani legate tra le torri del castello, che distanziavano 4 metri l'una dall'altra.
Nel 1567, il castello di Borthwick ospitò la regina Maria Stuarda, in fuga assieme al terzo marito, dopo essere stata accusata di aver assassinato il secondo marito, Lord Danley. Così, l'11 giugno di quell'anno, l'edificio fu circondato da un esercito di 1000 uomini guidato da baroni scozzesi che ne chiedevano l'arresto; la regina Maria riuscì a fuggire attraverso una finestra, ma sarebbe stata catturata alcuni giorni dopo nel castello di Loch Leven.
Nel 1650, nel corso della guerra civile inglese, il castello sarebbe stato assediato dalle truppe parlamentari guidate da Sir Oliver Cromwell e il X signore di Borthwick sarebbe stato costretto ad abbandonare il castello.
In seguito, il castello fu disabitato fino al 1810, quando venne riacquistato da J. Borthwick di Crookston.
Tra il 1890 e il 1914, venne intrapresa un'ampia opera di restaturo del castello, che nel 1973 fu convertito in hotel.

## Architettura

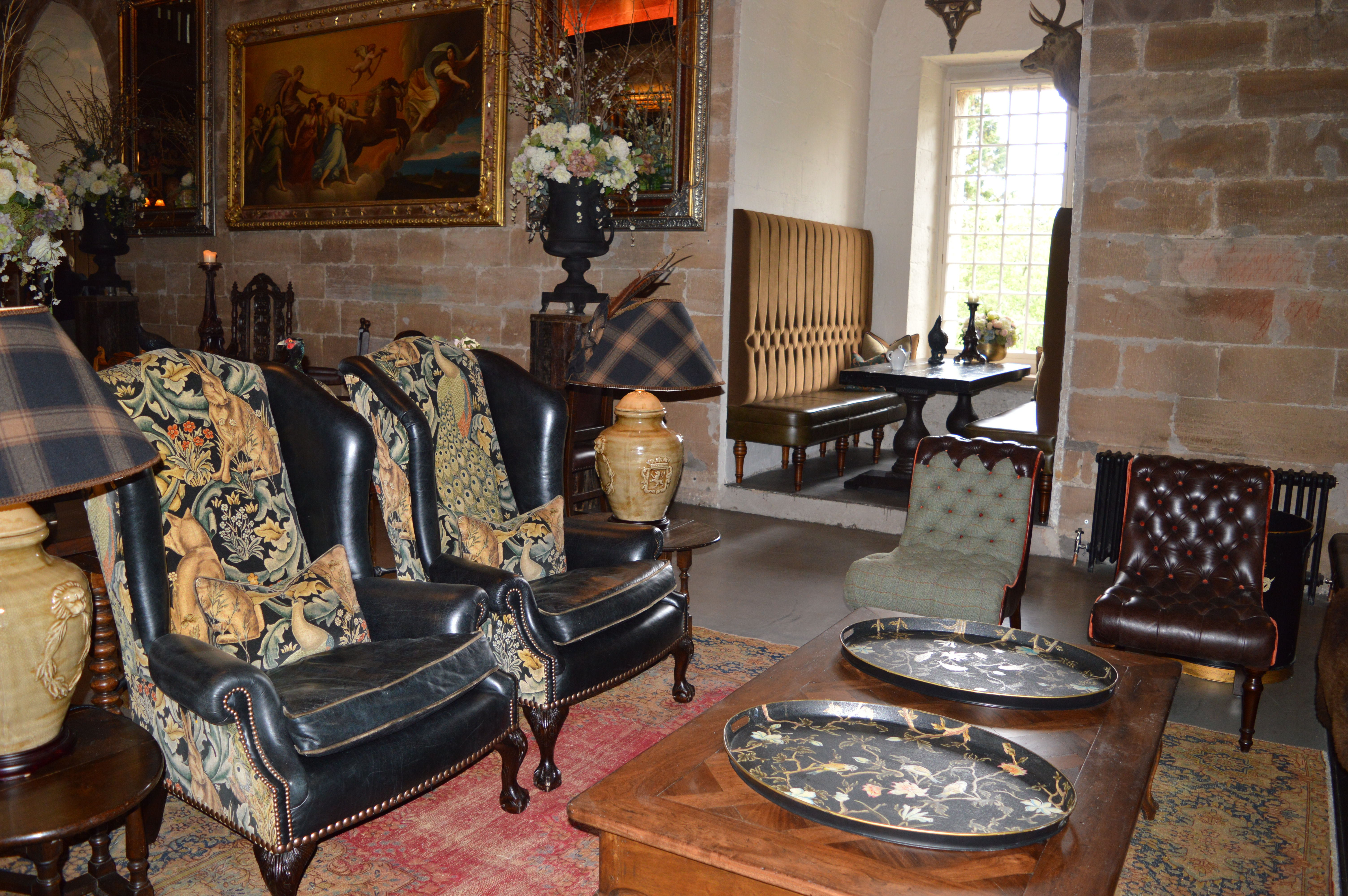
Una stanza del castello

Il castello possiede un torrione dell'altezza di 90 piedi.
Al primo piano si trova la sala principale, che misura 40 piedi in lunghezza.